# Балдейка
Балдейка — село в Кизнерском районе Удмуртии, входит в Балдеевское сельское поселение. Находится в 9 км к югу от Кизнера, в 50 км к юго-западу от Можги и в 125 км к юго-западу от Ижевска. Расположено на левом берегу реки Ямышка.